# Svjetsko prvenstvo u šahu
Svjetsko prvenstvo u šahu je natjecanje čiji pobjednik postaje svjetski šahovski prvak. Naslov prvaka bio je jedinstven od 1886. do 1993. godine. U tom razdoblju bilo je 13 svjetskih prvaka. Tada dolazi do raskola i otad postoje dvojica prvaka: tzv. klasični prvak svijeta i prvak svijeta FIDE. Ovaj potonji, međutim, sve do listopada 2005. nema pravi autoritet.
Osim toga, od 1970. godine postoji i rejting-lista, slično kao u tenisu. Gari Kasparov je izgubio titulu klasičnog svjetskog prvaka 2000. godine izgubivši meč protiv Vladimira Kramnika, ali je zbog svojih uspjeha na turnirima zadržao prvo mjesto na rejting-listi sve do 2005. godine, kada je najavio povlačenje. 
Od 1927. godine igra se posebno prvenstvo svijeta za žene. Mađarica Judith Polgar, najbolja svjetska šahistica od sredine 1990-ih, nikada nije igrala za taj naslov, koji bi svakako lako osvojila. Ona je više puta igrala na natjecanjima za svjetsko prvenstvo u obje konkurencije. 

## Sustav igranja mečeva za prvenstvo svijeta
U početku su mečevi igrani uglavnom do deset pobjeda (remiji se ne računaju). Zbog napretka u tehnici igre, koji vodi do većeg broja remija, od meča Lasker-Capablanka 1921. godine to je smanjeno na šest pobjeda. 
Drugi način igre jest meč od ograničenog broja partija, pri čemu se računaju i remiji. U svim mečevima koji su igrani na taj način usvojeno je bilo pravilo da u slučaju neriješenog rezultata prvak zadržava naslov; to se dogodilo prilično često.
Primjenjivan je i "kombinirani" sustav u kojemu se igra do određenog broja pobjeda, s time da je ograničen ukupan broj partija. Ako do završetka tog broja partija nitko nema potreban broj pobjeda, meč se prekida i registrira postignuti rezultat, pri čemu opet prvak u slučaju neriješenog rezultata zadržava naslov.
Lasker je meč protiv Schlechtera igrao u samo deset partija, koji je završio neriješeno: svatko je dobio samo po jednu partiju, a u ostalima su remizirali. Lasker je sačuvao naslov pobjedom u posljednjoj, desetoj partiji.
Od 1951. do 1972. godine igran je meč od 24 partije. Botvinik je protiv Smislova 1954. godine sačuvao naslov neriješenim rezultatom 12:12. Zatim je uveden sustav igranja do šest postignutih pobjeda. 
Godine 1984. – 1985. meč Karpov–Kasparov trajao je čak pet mjeseci zbog ogromnog broja remija. Pri stanju 5:3 (uz 40 remija!) za Karpova, meč je prekinut odlukom predsjednika FIDE uz suglasnost obojice igrača, i zakazan je novi. Tada je trajanje meča ograničeno na 24 partije. Godine 1987. Kasparov je sačuvao naslov neriješenim rezultatom 12:12 protiv Karpova.
FIDE nakon meča Karpov–Gata Kamsky 1996. godine odustaje od dotadašnjeg sustava mečeva. U mečevima za "klasičnog prvaka svijeta" smanjen je broj partija na 16 u meču Kasparov–Kramnik 2000. godine, odnosno 14 u meču Kramnik-Leko 2004. godine. U ovom je meču Kramnik sačuvao titulu neriješenim rezultatom 7:7, dobivši posljednju partiju.
Konačno, 2006. godine igran je meč Vladimir Kramnik–Veselin Topalov za ujedinjavanje titule u kojem je igrano 12 partija, te četiri partije po ubrzanom tempu u slučaju neriješenog rezultata. Rezultat je bio 6:6 nakon 12 partija, a u "tie-breaku" Kramnik je pobijedio s 2,5:1,5 i tako osigurao naslov 14. apsolutnog svjetskog šahovskog prvaka.

### Pravo prvaka na revanš
U mnogim mečevima za prvenstvo svijeta postojala je klauzula da prvak, u slučaju poraza, ima pravo na uzvratni dvoboj u tijeku jedne ili dvije godine. 
Tako je Wilhelm Steinitz, koji je 1894. godine izgubio protiv Laskera, dvije godine kasnije igrao revanš meč, koji je također izgubio. Lasker nije unio taj uvjet u pravilnik meča protiv Capablance 1921. godine, kao ni Capablanca protiv Aljehina 1927. godine. Obojica su izgubili mečeve i nikada nisu uspjeli ponovo doći do meča, iako su i dalje bili u vrhu.
Aljehin je pak 1935. godine izgubio meč protiv Euwea, ali u uzvratu dvije godine kasnije ostvario je uvjerljivu pobjedu i vratio naslov.
Kada je nakon Aljehinove smrti FIDE preuzela organizaciju mečeva za svjetsko prvenstvo, priznato je pravo prvaka na revanš. Botvinik je čak dvaputa pobijedio u revanš meču: 1958. godine protiv Smislova i 1961. godine protiv Talja. Tada Kongres FIDE ukida pravo prvaka na revanš.
To je pravo vraćeno na inzistiranje Roberta Fischera 1974. godine (Fischer je međutim ipak odbio igrati meč protiv Karpova.) Tako je nakon gubitka titule u meču protiv Kasparova 1985. godine Karpov imao pravo na revanš, koji je igran 1986. godine, ali je Kasparov ponovno pobijedio.

## Prvi meč za svjetsko prvenstvo 1886.
Prvi meč za naslov svjetskog prvaka održan je 1886. godine. Skupina ljubitelja šaha iz SAD sakupila je financijska sredstva i organizirala meč dvojice tada najistaknutijih svjetskih igrača: Austrijanca Wilhelma Steinitza i Nijemca Johannesa Zukertorta. Nitko u svijetu nije osporio taj izbor, jer radilo se uistinu o dva najjača igrača svijeta (nakon smrti Paula Morphyja 1884. godine). Meč je igran na deset pobjeda (remiji se ne računaju). Steinitz je pobijedio 10:5 i proglašen svjetskim prvakom.

## 1886. — 1946.: Razdoblje "apsolutne monarhije"
Ustanovljen je sustav kao u boksu: svjetski prvak povremeno brani naslov u mečevima. Ako izazivač pobijedi, postaje prvak. Nije bilo formalnih kriterija o tome tko može biti izazivač. U načelu, svatko tko se istakne pobjedom na barem jednom velikom međunarodnom turniru mogao je izazvati aktualnog prvaka.
Svjetski prvak imao je privilegij postavljanja uvjeta i odluke hoće li igrati meč, s kim i kada. Lasker je obvezao svakog izazivača da osigura pokrivanje svih troškova i nagradni fond od 10.000 dolara, što je u ono vrijeme bio vrlo velik novac. Capablanca i Aljehin sačuvali su istu praksu. Tako se dogodilo da neki vrhunski igrači, poput Akibe Rubinsteina, nikada nisu uspjeli pronaći mecene za meč. Nije se ipak događalo da meč igraju oni koji to ne zaslužuju.

## 1948. — 1993.: Razdoblje "ustavne monarhije"
Godine 1946. umro je svjetski prvak Aleksandar Aljehin i mjesto prvaka ostalo je upražnjeno. Nakon pregovora, Svjetska šahovska organizacija FIDE organizirala je četverokružni turnir petorice najboljih svjetskih igrača. Pobjednik turnira Mihail Botvinik proglašen je prvakom.
Nakon toga, ustanovljen je sustav u kojem je svjetski prvak obavezan svake tri godine braniti naslov protiv izazivača koji pobijedi u opsežnom sustavu kvalifikacijskih turnira i mečeva.
Do nove krize došlo je 1974. – 1975. godine, kada je svjetski prvak Robert Fischer odbio braniti naslov. Pobjednik mečeva kandidata Anatolij Karpov bez borbe je proglašen svjetskim prvakom. Fischer nije odigrao nijednu partiju nakon što je 1972. godine osvojio naslov, pa je šahovski svijet prihvatio Karpova kao legalnog prvaka, iako je Fischer i sljedećih 30 godina sebe nazivao svjetskim prvakom.

## 1993. — 2006.: Razdoblje dvovlašća
Godine 1992. – 1993. došlo je do krize koja je dovela do raskola između svjetskog prvaka i nekolicine vrhunskih igrača te FIDE.
FIDE je po uobičajenom sustavu organizirala mečeve kandidata, u kojima je pobijedio Englez Nigel Short. Do sukoba je došlo kada je Kasparov odbio igrati meč u gradu koji je izabrala FIDE, nezadovoljan ponuđenim nagradnim fondom; sklopio je ugovor o igranju meča u Londonu, uz dvostruko veći nagradni fond. Short se s time složio. Administracija FIDE je tada povukla besmislen potez: objavila je da Kasparovu oduzima titulu prvaka, a Shortu pravo izazivača, te da će meć za ispražnjeno mjesto prvaka u Amsterdamu igrati Karpov (kojeg je Short pobijedio u finalu mečeva kandidata) i Jan Timman (kojeg je Short pobijedio u polufinalu). Tako su godine 1993. godine odigrana dva meča. Kasparov je pobijedio Shorta 12,5:7,5 i obranio titulu, a Karpov Timmana 12,5:8,5 i tako osvojio titulu, koju mu, međutim, šahovska javnost nije priznavala. Kasparov, Short i još nekolicina vrhunskih igrača i značajnih sponzora osnovali su organizaciju PCA (Professional Chess Association).
FIDE i PCA organiziraju svaka svoj kandidatski ciklus. U organizaciji PCA odigran je krajem 1995. godine meč Kasparov-Anand, rezultat 10,5:7,5. Sljedeće je godine u organizaciji FIDE odigran meč Karpov-Kamsky. Karpov je uvjerljivo pobijedio. Zanimljivo je da su Kamsky i Anand odigrali dva meča kandidata: u verziji PCA u četvrtfinalu pobijedio je Kamski sa 6:4, a u verziji FIDE u finalu pobijedio je Anand sa 6,5:4,5.
FIDE zatim uvodi sustav "nokaut" mečeva po "teniskoj" formuli, koji je izmislio njen predsjednik Kiršan Iljumžinov. Velik broj okuplja se na jednom turniru i igra niz kratkih mečeva od samo dvije partije; u takvom sustavu očito ima previše slučajnosti da bi pobjednik imao pravi autoritet.
Godine 1997. pobjednik tog turnira bio je Viswanathan Anand. Nakon toga igra meč od šest partija protiv Karpova, koji gubi. Uvjeti su bili očito neravnopravni jer Anand je morao pobijediti u nizu nokaut-mečeva i nakon samo tjedan dana pauze igrati meč s odmornim Karpovom.
Drugo svjetsko prvenstvo po nokaut-sustavu odigrano je u Las Vegasu 1999. godine. Karpov se uključio u poluzavršnici. Pobjednik je bio Aleksandar Halifman, tek 36. na rejting-listi. Tako je naslov svjetskog prvaka FIDE izgubio gotovo svaki autoritet.
PCA je također zapala u probleme. Nije više uspjela prikupiti sponzore za turnir i mečeve kandidata. Tako je obnovljena situacija koja je vladala do 1946. godine, kada svjetski prvak ima privilegij da nameće uvjete i bira protivnike. Početkom 1998. godine bilo je objavljeno da će Anand i Kramnik, drugi i treći na rating listi, igrati meč kandidata, nakon čega će pobjednik igrati meč protiv Kasparova. Pod pritiskom Iljužminova, međutim, Anand je odustao od meča. U PCA dolazi do raskola. Kasparov ju raspušta i uz pomoć španjolskog bogataša i šahovskog mecene Luisa Rentera osniva novu organizaciju World Chess Council. Za Anandovog zamjenika imenovan je Aleksej Širov. U organizaciji WCC odigran je sredinom 1998. meč Širov-Kramnik, u kojem Širov pobjeđuje 5,5:3,5. Meč Kasparov-Širov bio je najavljen za listopad 1998. godine, međutim odgođen je i na kraju nije ni odigran. Kasparov se razišao s Renterom pa se i WCC raspala. Šahisti su ipak i dalje priznavali Kasparova za pravog svjetskog prvaka, jer je stalno igrao, pobjeđivao na većini turnira i sigurno držao prvo mjesto na rejting-listi.
Godine 2000. Kasparov je odigrao meč protiv izazivača Vladimira Kramnika. Sponzor i organizator: BrainGames Network (BGN). Kramnik neočekivano ali uvjerljivo slavi pobjedu s 8,5:6,5. Kramnik je dobio dvije partije, Kasparov nijednu, a 13 je završeno remijem. Od tada njega nazivaju "klasični svjetski prvak". 
Godine 2002. PCA je organizirala turnih osmorice kandidata za svjetsko prvenstvo i zatim mečeve četvorice najboljih. Pobjednik tih kvalifikacija bio je Peter Leko. Time je stekao pravo na meč s Kramnikom, koji je nakon mnogih odgoda i problema s organizacijom (u međuvremenu se i PCA raspala) odigran tek 2004. godine; sponzor i organizator bio je BrainGames Network (BGN). Kramnik je obranio titulu pobijedivši u posljednjoj, 14. partiji meča, čime je izjednačio rezultat na 7:7 (u pobjedama 2:2, uz 10 remija).
Godine 2005. FIDE je konačno priznala da njezini "prvaci svijeta" nemaju autoritet. U rujnu i listopadu 2005. godine u San Luisu, Argentina, organiziran je dvokružni turnir osmero najboljih svjetskih šahista (nisu međutim sudjelovali ni Kasparov, koji je u ožujku 2005. godine najavio da se povlači iz šaha, niti Kramnik koji je odbio igrati izjavivši da je on legitimni svjetski prvak). Uvjerljivi pobjednik bio je Veselin Topalov. Započeti su pregovori s Kramnikom o meču za ujedinjenje naslova. Turnir koji je ranije nazivan "Prvenstvo svijeta FIDE" igrat će se i dalje pod imenom "Svjetski kup".

## Ujedinjenje titule 2006.
U rujnu i listopadu 2006. godine konačno je u organizaciji FIDE organiziran meč Topalov-Kramnik za objedinjavanje naslova. Meč je igran u Elisti u Rusiji (glavni grad Republike Kalmikije, čiji je predsjednik Kiršan Iljumžinov dugogodišnji predsjednik FIDE). Topalov, svjetski prvak u inačici FIDE, važio je za favorita, jer je imao znatno viši ello rating: 2813 prema 2743 bodova. Međutim, Kramnik je izašao kao pobjednik: nakon prvih 12 partija bilo je neriješeno, a zatim su igrane četiri dodatne partije po ubrzanom tempu igre, od kojih je Kramnik dobio dvije, Topalov jednu, a jedna je bila remi.
Meč je bio označen skandalom: nakon četvrte partije, Topalov (koji je gubio –2 uz dva remija) optužio je Kramnika zbog toga što poslije svakog poteza odlazi u zahod (jedino mjesto koje nije pokriveno sigurnosnim kamerama), sumnjajući da putem mobitela prima savjete od suradnika, koji se služe računalima za analizu pozicija. Donesena je odluka da ubuduće obojica moraju koristiti isti zahod. Uvrijeđeni Kramnik odbio je doći na petu partiju i izgubio ogluhom. Nakon toga odluka je bila povučena. 
Topalov je o tome s ogorčenjem govorio i nakon meča. Treba, međutim, reći da je prvu partiju izgubio nakon što je nepotrebno forsirao remi poziciju, a posljednju grubim previdom u remi poziciji.
Tako je svijet ponovno dobio jednog jedinog svjetskog prvaka. Realno, može se reći da je Kramnik zadržao naslov koji je osvojio 2000. godine pobjedom nad Kasparovom. On u sljedećim godinama nije bio najuspješniji igrač na turnirima: Kasparov je držao prvo mjesto na rejting-listi do svojeg povlačenja 2005. godine, a na listi od 1. listopada 2006. godine Kramnik je treći, iza Topalova i Ananda; međutim, i ranije je tako bivalo: prvak se odlučuje u mečevima, a npr. Petrosjan i Spaski su bili bolji u mečevima, nego na turnirima. Tako svijet u 120 godina ima samo 14 svjetskih prvaka.

### Vanjske poveznice za meč Topalov-Kramnik 2006.
- Službeno mrežno sjedište meča (engl.)
- All ChessBase reports (engl.)
- Sve partije meča u pgn formatu (engl.)

## Svjetski prvaci

### Svjetski prvaci 1886. — 1993.
| №  | Godine vladavine                            | Prvak (godine života)                | Država                     |
| -- | ------------------------------------------- | ------------------------------------ | -------------------------- |
| 1  | 1886. — 1894.                               | Wilhelm Steinitz (1836. — 1900.)     | Habsburška Monarhija       |
| 2  | 1894. — 1921.                               | Emanuel Lasker (1868. — 1941.)       | Njemačko Carstvo           |
| 3  | 1921. — 1927.                               | José Raúl Capablanca (1888. — 1942.) | Kuba                       |
| 4  | 1927. — 1935., 1937. — 1946.                | Aleksandar Aljehin (1892. — 1946.)   | Francuska (Ruski emigrant) |
| 5  | 1935. — 1937.                               | Max Euwe (1901. — 1981.)             | Nizozemska                 |
| 6  | 1948. — 1957., 1958. — 1960., 1961. — 1963. | Mihail Botvinik (1911. — 1995.)      | SSSR                       |
| 7  | 1957. — 1958.                               | Vasilij Smislov (1921. — 2010.)      | SSSR                       |
| 8  | 1960. — 1961.                               | Mihail Talj (1936. — 1992.)          | SSSR                       |
| 9  | 1963. — 1969.                               | Tigran Petrosjan (1929. — 1984.)     | SSSR                       |
| 10 | 1969. — 1972.                               | Boris Spaski (1937.)                 | SSSR                       |
| 11 | 1972. — 1975.                               | Robert Fischer (1943. — 2008.)       | SAD                        |
| 12 | 1975. — 1985.                               | Anatolij Karpov (23. svibnja 1951.)  | SSSR                       |
| 13 | 1985. — 1993.                               | Gari Kasparov (13. travnja 1963.)    | SSSR Rusija                |

### "Klasični" svjetski prvaci od 1993.
| № | Godine vladavine | Prvak (godine života)               | Zemlja |
| - | ---------------- | ----------------------------------- | ------ |
| 1 | 1993. — 2000.    | Gari Kasparov (13. travnja 1963.)   | Rusija |
| 2 | 2000. — 2006.    | Vladimir Kramnik (25. lipnja 1975.) | Rusija |

### Svjetski prvaci FIDE od 1993.
| № | Godine vladavine                          | Prvak (datum rođenja)                    | Zemlja     |
| - | ----------------------------------------- | ---------------------------------------- | ---------- |
| 1 | 1993. — 1999.                             | Anatolij Karpov (23. svibnja 1951.)      | Rusija     |
| 2 | 1999. — 2000.                             | Aleksandar Halifman (18. siječnja 1966.) | Rusija     |
| 3 | 2000. — 2002.                             | Viswanathan Anand (11. prosinca 1969.)   | Indija     |
| 4 | 2002. — 2004.                             | Ruslan Ponomarjov (11. listopada 1983.)  | Ukrajina   |
| 5 | 2004. — 14. listopada 2005.               | Rustam Kasimdžanov (5. prosinca 1979.)   | Uzbekistan |
| 6 | 14. listopada 2005. — 13. listopada 2006. | Veselin Topalov (15. ožujka 1975.)       | Bugarska   |

## Jedinstveni svjetski prvaci od 2006.
| №   | Godine vladavine | Prvak (datum rođenja)                  | Zemlja   |
| --- | ---------------- | -------------------------------------- | -------- |
| 14. | 2006. — 2007.    | Vladimir Kramnik (25. lipnja 1975.)    | Rusija   |
| 15. | 2007. — 2013.    | Viswanathan Anand (11. prosinca 1969.) | Indija   |
| 16. | 2013. — 2023.    | Magnus Carlsen (30. studenoga 1990.)   | Norveška |
| 17. | 2023. —          | Ding Liren (24. listopada 1992.)       | NR Kina  |